# Rétrocession hospitalière
La rétrocession hospitalière consiste en la vente au public de médicaments, appelés médicaments rétrocédables ou rétrocédés,, par les établissements de santé. Les dépenses ne sont alors pas imputées sur le budget de l'hôpital mais font l'objet d'un remboursement en soins de ville. La dispensation par une pharmacie hospitalière de médicaments, achetés par l'hôpital, à des patients ambulatoires est définie et organisée, en France, par le décret n°2004-546 du 15 juin 2004.
En France, un médicament rétrocédable est donc un médicament qui n'est pas disponible en pharmacie de ville mais seulement dans les pharmacies des hôpitaux mais qui est autorisé à la vente à des patients non hospitalisés. Les pharmacies à usage intérieur (PUI) des établissements de santé sont donc autorisées à vendre ces médicaments au public. Les médicaments rétrocédables sont inscrits sur une liste.

## Législation française
Conformément à l'article L.5126-1 du Code de la santé publique, les établissements de santé peuvent disposer d'une pharmacie à usage intérieur (PUI), dont l'usage est en principe réservé aux patients de l'établissement. Cette PUI assure la gestion, l'approvisionnement, la préparation, le contrôle, la détention et la dispensation des médicaments et des dispositifs médicaux stériles.
A titre dérogatoire, et sous certaines conditions, la PUI hospitalière peut être autorisée, par l'agence régionale de santé, à rétrocéder des médicaments achetés par l'établissement de santé, à des patients ambulatoires.

### Liste des médicaments rétrocédables
Pour être rétrocédables, les médicaments doivent être inscrits :
- d'une part sur la liste des spécialités agréées à l'usage des collectivités, prévue à l'article L.5123-2 du CSP[6],
- d'autre part sur une liste spécifique des médicaments qui peuvent être vendus au public, prise par arrêté du ministre chargé de la santé, après avis de l'Agence nationale de sécurité du médicament

Les médicaments qui figurent sur cette liste sont en règle générale dispensés1 par les PUI. Elles peuvent toutefois, par exception, être dispensés par les PUI et les pharmacies d'officine, pour ce qui concerne les médicaments dits du double circuit, dispensés dans le cadre du traitement VIH et des hépatites B et C.

### Médicaments pouvant être inscrits sur la liste de rétrocession
- Les médicaments pouvant être inscrits sur la liste de rétrocession[7] sont :
  - les médicaments bénéficiant d'une autorisation de mise sur le marché (AMM),
  - les médicaments bénéficiant d'une autorisation temporaire d'utilisation de cohorte (ATU de cohorte)[8],
  - les médicaments bénéficiant d'une autorisation d'importation parallèle[9].
- Ces médicaments doivent satisfaire notamment aux conditions suivantes :
  - être destinés à des patients non hospitalisés,
  - ne pas être réservés à l'usage hospitalier,
  - présenter des contraintes particulières de distribution, de dispensation ou d'administration,
  - avoir des exigences liées à la sécurité de l'approvisionnement,
  - nécessiter un suivi de la prescription ou de la délivrance.
- Ils sont identifiés par une codification UCD (unité commune de dispensation).